# Copa Perú 1973
La Copa Perú 1973 fue la edición número 7 en la historia de la competición. El torneo otorgó tres cupos al torneo de Primera División y finalizó el 15 de febrero tras terminar el hexagonal final que tuvo como campeón al Sportivo Huracán. Con el título obtenido este club lograría el ascenso al Campeonato Descentralizado 1973 junto a Cienciano y CNI.
Aunque terminó en último lugar, CNI fue ascendido cuando el gobierno peruano emitió un decreto que estableció que la zona oriental del país (de donde proviene CNI) debería tener un equipo en Primera División.

## Etapa Regional
Esta etapa se jugó con 23 equipos luego de la finalización de la "Etapa Departamental" que clasificó al equipo campeón cada Departamento del Perú (excepto la Provincia Constitucional del Callao).

### Región Norte A
| Departamento | Club             | Ciudad    |
| ------------ | ---------------- | --------- |
| Cajamarca    | UTC              | Cajamarca |
| Lambayeque   | Cultural Pucalá  | Pucalá    |
| Piura        | Storm            | Negritos  |
| Tumbes       | Husares de Junín | Tumbes    |

- Clasificado: Cultural Pucalá

### Región Norte B
| Departamento | Club                 | Ciudad         |
| ------------ | -------------------- | -------------- |
| Áncash       | Deportivo Sider Perú | Chimbote       |
| Huánuco      | Juan Bielovucic      | Huánuco        |
| La Libertad  | Atlético Trujillano  | Trujillo       |
| Pasco        | Estudiantil Carrión  | Cerro de Pasco |

- Clasificado: Deportivo Sider Perú

### Región Oriente
| Departamento | Club               | Ciudad      |
| ------------ | ------------------ | ----------- |
| Amazonas     | Deportivo Hospital | Chachapoyas |
| Loreto       | CNI                | Iquitos     |
| San Martín   | Saposoa FBC        | Saposoa     |

- Clasificado: CNI

### Región Centro
| Departamento | Club                | Ciudad   |
| ------------ | ------------------- | -------- |
| Huancavelica | Sport Diamante      | Pampas   |
| Ica          | Octavio Espinosa    | Ica      |
| Junín        | Deportivo Municipal | Huancayo |
| Lima         | Juventud La Palma   | Huacho   |

- Clasificado: Octavio Espinosa

### Región Sureste
| Departamento  | Club                  | Ciudad           |
| ------------- | --------------------- | ---------------- |
| Apurímac      | Miguel Grau           | Abancay          |
| Ayacucho      | Deportivo Centenario  | Ayacucho         |
| Cusco         | Cienciano             | Cusco            |
| Madre de Dios | Fray Martín de Porres | Puerto Maldonado |

- Clasificado: Cienciano

### Región Sur
| Departamento | Club              | Ciudad   |
| ------------ | ----------------- | -------- |
| Arequipa     | Sportivo Huracán  | Arequipa |
| Moquegua     | Deportivo Coishco | Ilo      |
| Puno         | Alfonso Ugarte    | Puno     |
| Tacna        | Coronel Bolognesi | Tacna    |

- Clasificado: Sportivo Huracán

## Hexagonal final
| Equipo               | PJ | PG | PE | PP | GF | GC | DG | Pts |
| -------------------- | -- | -- | -- | -- | -- | -- | -- | --- |
| Sportivo Huracán     | 5  | 4  | 0  | 1  | 7  | 2  | +5 | 8   |
| Cienciano            | 5  | 3  | 1  | 1  | 7  | 4  | +3 | 7   |
| Cultural Pucalá      | 5  | 2  | 2  | 1  | 8  | 4  | +4 | 6   |
| Octavio Espinosa     | 5  | 1  | 1  | 3  | 4  | 6  | -2 | 3   |
| Deportivo Sider Perú | 5  | 1  | 1  | 3  | 4  | 8  | -4 | 3   |
| CNI                  | 5  | 1  | 1  | 3  | 6  | 12 | -6 | 3   |

|  | Campeón y ascenso a Primera |
|  | Ascenso a Primera           |
| \| Jor. \| Fecha \| Estadio \| Ciudad \| Local \| Score \| Visitante \| \| ---- \| ---------- \| -------- \| ------ \| -------------------- \| ----- \| -------------------- \| \| 1 \| 03-02-1973 \| Nacional \| Lima \| CNI \| 2-1 \| Cienciano \| \| 1 \| 03-02-1973 \| Nacional \| Lima \| Cultural Pucalá \| 1-1 \| Deportivo Sider Perú \| \| 1 \| 03-02-1973 \| Nacional \| Lima \| Sportivo Huracán \| 1-0 \| Octavio Espinosa \| \| 2 \| 06-02-1973 \| Nacional \| Lima \| Deportivo Sider Perú \| 1-0 \| CNI \| \| 2 \| 06-02-1973 \| Nacional \| Lima \| Cienciano \| 1-0 \| Octavio Espinosa \| \| 2 \| 06-02-1973 \| Nacional \| Lima \| Sportivo Huracán \| 1-0 \| Cultural Pucalá \| \| 3 \| 09-02-1973 \| Nacional \| Lima \| Cultural Pucalá \| 1-0 \| Octavio Espinosa \| \| 3 \| 09-02-1973 \| Nacional \| Lima \| Cienciano \| 3-1 \| Deportivo Sider Perú \| \| 3 \| 09-02-1973 \| Nacional \| Lima \| Sportivo Huracán \| 3-1 \| CNI \| \| 4 \| 11-02-1973 \| Nacional \| Lima \| Cultural Pucalá \| 5-1 \| CNI \| \| 4 \| 11-02-1973 \| Nacional \| Lima \| Octavio Espinosa \| 2-1 \| Deportivo Sider Perú \| \| 4 \| 11-02-1973 \| Nacional \| Lima \| Cienciano \| 1-0 \| Sportivo Huracán \| \| 5 \| 15-02-1973 \| Nacional \| Lima \| Octavio Espinosa \| 2-2 \| CNI \| \| 5 \| 15-02-1973 \| Nacional \| Lima \| Cienciano \| 1-1 \| Cultural Pucalá \| \| 5 \| 15-02-1973 \| Nacional \| Lima \| Sportivo Huracán \| 2-0 \| Deportivo Sider Perú \| |            |          |        |                      |       |                      |
| Jor. | Fecha      | Estadio  | Ciudad | Local                | Score | Visitante            |
| 1 | 03-02-1973 | Nacional | Lima   | CNI                  | 2-1   | Cienciano            |
| 1 | 03-02-1973 | Nacional | Lima   | Cultural Pucalá      | 1-1   | Deportivo Sider Perú |
| 1 | 03-02-1973 | Nacional | Lima   | Sportivo Huracán     | 1-0   | Octavio Espinosa     |
| 2 | 06-02-1973 | Nacional | Lima   | Deportivo Sider Perú | 1-0   | CNI                  |
| 2 | 06-02-1973 | Nacional | Lima   | Cienciano            | 1-0   | Octavio Espinosa     |
| 2 | 06-02-1973 | Nacional | Lima   | Sportivo Huracán     | 1-0   | Cultural Pucalá      |
| 3 | 09-02-1973 | Nacional | Lima   | Cultural Pucalá      | 1-0   | Octavio Espinosa     |
| 3 | 09-02-1973 | Nacional | Lima   | Cienciano            | 3-1   | Deportivo Sider Perú |
| 3 | 09-02-1973 | Nacional | Lima   | Sportivo Huracán     | 3-1   | CNI                  |
| 4 | 11-02-1973 | Nacional | Lima   | Cultural Pucalá      | 5-1   | CNI                  |
| 4 | 11-02-1973 | Nacional | Lima   | Octavio Espinosa     | 2-1   | Deportivo Sider Perú |
| 4 | 11-02-1973 | Nacional | Lima   | Cienciano            | 1-0   | Sportivo Huracán     |
| 5 | 15-02-1973 | Nacional | Lima   | Octavio Espinosa     | 2-2   | CNI                  |
| 5 | 15-02-1973 | Nacional | Lima   | Cienciano            | 1-1   | Cultural Pucalá      |
| 5 | 15-02-1973 | Nacional | Lima   | Sportivo Huracán     | 2-0   | Deportivo Sider Perú |

|                                     |
|                                     |
| Campeón Sportivo Huracán 1.º título |